# Wawrzyszew (métro de Varsovie)
Wawrzyszew est une station de la ligne 1 du métro de Varsovie, située  dans l'arondissement de Bielany. Inaugurée le 25 octobre 2008, la station permet de desservir les rues Kasprowicza, Wolumen et Lindego.

## Description
La station située de plain-pied est d'une largeur de 12 m pour 120 m de long. La station est sur un étage, les quais se situant à l'étage inférieur. Les voies se trouvent au milieu de la station, les quais étant sur les côtés gauche et droite de celles-ci. Les couleurs principales de cette station sont différents tons de gris avec des bancs de pierre. À la surface se trouvent un escalier, des escalators ainsi que des ascensceurs pour les personnes souffrant de handicap, elle dispose également de points de vente de tickets, de toilettes et de guichets automatiques bancaires.
Cette station est l'avant-dernière de la Ligne 1 du métro de Varsovie dans le sens sud-nord, suivie alors de la station Młociny, et est la deuxième dans le sens nord-sud, suivie de la station Stare Bielany.

## Position sur la ligne 1 du métro de Varsovie

Position de la station Wawrzyszew (2e en partant du nord) sur la ligne 1.